# Istedløven flyttes til København
Istedløven flyttes til København er en dansk dokumentarisk optagelse fra 1945. Filmen består af råklip til en ugerevy. Den opbevarede kopi hos DFI er uden lydspor.

## Handling
Råoptagelser fra modtagelsesceremonien af Istedløven den 20. oktober 1945. Den var blevet transporteret fra Berlin på en blokvogn og blev overdraget af den amerikanske general Barker og placeret i Tøjhusmuseets gård. Kong Christian X udtalte i den anledning: "Jeg modtager Løven, Istedløven, med Tak til dem, der bragte den herop, og til dem, der har ofret deres Liv, for at vi kunne blive frie". Istedløven er udført af H.W. Bissen og blev 25. juli 1862 afsløret på Flensborg Kirkegård. Inskriptionen lyder "Isted den 25. juli 1850. Det danske folk rejste dette minde".

## Medvirkende
- Kong Frederik IX
- Kong Christian X
- Dronning Alexandrine
- Gunnar Nu Hansen